# Art of Dance
Art of Dance est une société néerlandaise organisatrice d'événements et festivals de musique électronique, basée à Zaandam. La société est née de la volonté commune de l'une des plus grandes boîtes de nuit néerlandaises, l'Hemkade, et d'une autre société événementielle, A&A Events, de faire société afin d'organiser de grands événements. Ses principaux concepts sont Dominator, Masters of Hardcore (1995-2002) et Syndicate. 
La société s'est principalement concentrée sur les genres musicaux hardstyle et techno hardcore (mainstream hardcore et uptempo).

## Histoire
Art of Dance est fondé en 2001 par Ivar Moens, Matthijs Hazeleger et Pelle Moens. La société est née de la mise en commun des moyens d'une boîte de nuit, l'Hemkade de Zaandam, et d'une société événementielle, A&A Events. Leur objectif est de pouvoir organiser des événements et festivals de musiques électroniques à la hauteur de ce que peuvent faire d'autres acteurs du secteur, comme ID&T. A&A Events, organisateur du festival Masters of Hardcore depuis 1995, dispose déjà d'une solide expérience dans le domaine. Art of Dance a ainsi organisé des événements se déroulant au Beursgebouw (nl) d'Eindhoven, au Kop van Java d'Amsterdam, à la Brabanthallen de Bois-le-Duc, ainsi qu'à « domicile », c'est-à-dire à l'Hemkade de Zaandam.
B2S proposait une radio en ligne dans les années 2000 et 2010, appelée B2S Radio. En 2024, la radio n'existe plus. 
En 2013, Art of Dance s'allie à Modern Sky (zh), pionnier de l'événementiel et de la musique électronique en Chine fondé en 1997, et monte la coentreprise Art of Entertainement. En 2016, Art of Dance et B2S présentent un nouveau concept nommé Snakepit, et un autre appelé Summerpark. Pour le concept Snakepit, plusieurs hymnes (anthems) ont été composés, notamment avec MC Tha Watcher.
En 2021, Art of Dance présente le concept de Pythian, « une nouvelle façon d'approche le hardcore et le hardstyle » par réalité virtuelle.

## Concepts
Art of Dance organise, ou a organisé, divers événements autour des concepts suivants.
| Nom                 | Période     | Remarques | Réfs   |
| ------------------- | ----------- | --- | ------ |
| Airforce            | 2016–2019   | Concept de Art of Dance et Absolutely Fresh.                                                                                         | [ 7 ]  |
| Bassleader          | 2005–2015   | Festival en Belgique (avec Bass Events)                                                                                              | [ 8 ]  |
| Dominator           | Depuis 2005 | Concept techno hardcore, gabber en plein air (outdoor), coorganisé avec B2S et ID&T                                                  | [ 9 ]  |
| E-Play              | –           | Avec Extrema. | [ 8 ]  |
| Fabulous            | 2007–????   | Concept Dance, organisé à Brabanthallen et Las Vegas, indoor abec 20 000 visiteurs.                                                  | [ 10 ] |
| Free Festival       | 2000–????   | Concept Hardcore, hardstyle, early hardcore, house, trance, electro organisé à Almere, en plein-air (outdoor) avec 30 000 visiteurs. | ,      |
| Hardkingz           | 2014–2015   | – | [ 11 ] |
| I Love Los Festival | –           | Organisé avec Soulmax BV. | [ 8 ]  |
| Masters of Hardcore | Depuis 1995 | Anciennement organisé entre 1995 et 2002 par A&A Events.                                                                             | –      |
| Mindcontroller      | 2004–2017   | – | [ 12 ] |
| Pythian             | 2021        | – | [ 13 ] |
| Pleasure Island     | 2005–??     | Concept house, trance, electro organisé avec Crazyland à Amsterdam, Roudnice nad Labem, outdoor. 15 000 visiteurs.                   | [ 10 ] |
| Raw op je dak       | 2014        | – | ,      |
| Reset               | –           | – | [ 8 ]  |
| REVOLT              | 2019        | – | [ 15 ] |
| Snakepit            | Depuis 2016 | Concept uptempo. | ,      |
| Summerpark          | Depuis 2016 | Concept de Art of Dance, MBG Productions et E&A Events.                                                                              | ,      |
| Supremacy           | Depuis 2014 | – | ,      |
| Syndicate           | Depuis 2007 | Événement indoor en Allemagne organisé avec I-Motion, totalisant 20 000 visiteurs.                                                   | ,      |